# Ropalidia fulvopruinosa
Ropalidia fulvopruinosa är en getingart som först beskrevs av Cameron 1906.  Ropalidia fulvopruinosa ingår i släktet Ropalidia och familjen getingar. Inga underarter finns listade i Catalogue of Life.